# 馬庫斯·威廉斯 (1986年)
馬庫斯·艾略特·威廉斯（1986年11月18日—）為美國男子籃球運動員，2004年9月就讀位於華盛頓州西雅圖羅斯福高中的威廉斯承諾進入亚利桑那大学就讀，威廉斯替亚利桑那大学效力兩年以後於2007年投入NBA选秀，威廉斯在選秀第二輪第33順獲得圣安东尼奥马刺青睞。
2009-10賽季CBA聯賽威廉斯效力浙江金牛，威廉斯代表浙江金牛出賽30場，場均可貢獻26.1分、8.2籃板、4助攻，打完該季CBA返回美國加盟奧斯汀公牛。2010年12月30日，浙江金牛宣佈威廉斯重返球隊替換迈克·詹姆斯。2011-12賽季CBA聯賽威廉斯效力山西猛龙，場均表現為32.1分、5.6籃板、3.7助攻、2.3抄截，2012-13賽季CBA聯賽威廉斯出賽13場比賽以後因吸食大麻在尿液檢測時呈陽性，被中国篮球协会禁賽六個月。2013-14賽季CBA聯賽威廉斯共出賽32場，場均上場34.2分鐘，可挹注28.9分、5.3籃板、3.7助攻、2.4抄截。2015年5月威廉斯重返中國大陸效力前東家老闆王兴江在全国男子篮球联赛新成立球隊郑州大运。2015年8月吉林东北虎宣布簽下威廉斯。

## 外部連結
- 馬庫斯·威廉斯在fiba.basketball（英语）
- 馬庫斯·威廉斯在NBA（英语）
- 馬庫斯·威廉斯在Basketball-Reference.com（NBA）（英语）
- 馬庫斯·威廉斯在Basketball-Reference.com（NBA G聯盟）（英语）
- 馬庫斯·威廉斯在Basketball-Reference.com（國際）（英语）
- 馬庫斯·威廉斯在Sports-Reference.com（NCAA）（英语）
- 馬庫斯·威廉斯在Eurobasket.com（球員）（英语）
- 馬庫斯·威廉斯在RealGM（英语）
- 馬庫斯·威廉斯在Proballers（英语）
- 馬庫斯·威廉斯在中国篮球数据库（新浪网）